# Черкези (Куманово)
Черкези (мкд. Черкези) су насеље у Северној Македонији, у северном делу државе. Черкези припадају општини Куманово.

## Географија
Черкези су смештени у северном делу Северне Македоније. Од најближег града, Куманова, село је удаљено 4 km југозападно.
Село Черкези се налази у историјској области Жеглигово, на приближно 400 метара надморске висине. Подручје око насеља је равничарско, док се ка западу издиже Скопска Црна Гора.
Месна клима је континентална.

## Становништво
Черкези су према последњем попису из 2002. године имали 3.741 становника.
До Првог светског рата у селу су живели Черкези, по чему је насеље и добило име. Потом су се они иселили у Турску, док су се на њихово место населили Албанци.
Етнички састав становништва у насељу:
| Националност | 1994. год.    | 2002. год.    |
| Албанци      | 3.247 (95,0%) | 3.719 (99,4%) |
| Македонци    | 104 (3,0%)    | 2 (0,1%)      |
| Срби         | 50 (1,5%)     | 0 (0,0%)      |
| остали       | 16 (0,5%)     | 20 (0,5%)     |
| УКУПНО       | 3.417         | 3.741         |

Већинска вероисповест месног становништва је ислам.